# Mausjaur sameby
Mausjaur sameby är en skogssameby i Arvidsjaurs kommun, mellersta Lappland, Norrbottens län.
Att byn är en skogssameby innebär att renarna är i skogslandet hela året.
Åretruntmarkerna ligger ovanför lappmarksgränsen och vinterbetesmarkerna nedanför.

## Område
- I söder "från lappmarksgränsen uppför Skellefteälven till Naustajaure[förtydliga] och denna sjö till Naustajaureströmmen".
- I väster "uppför strömmen från Naustajaure och Storavan norrut väster om Bergnäsholmen".
- I norr "från lappmarksgränsen vid Svanträsk en rät linje över topparna av Näverliden och Hålberg till järnvägen vid Hålbergsliden, därifrån efter järnvägen (med densamma inom Västra Kikkejaur sameby) till Arvidsjaur, därifrån landsvägen till Avaviken, den till Storavan och denna sjö västerut norr om Gullön och Bergnäsholmen".
- I öster "sträcker sig samebyn så långt som samerna enligt sedvanerätt plägat utsträcka sina flyttningar".

Längden är ovanför lappmarksgränsen cirka 90 kilometer. Största bredd är cirka 30 kilometer. Arealen var (1968) 1657 km².
I ovan nämnda område ingår det område som år 1946 överfördes från Maskaur sameby väster om kommungränsen mot Arjeplogs kommun. Samtidigt överfördes från Mausjaur till Västra Kikkejaur sameby ett långsmalt område nedanför Arvidsjaur mellan Inlandsbanan och Byske.

## Historia
Skogssamerna i södra Lappland är en ursprungsbefolkning. Befolkningen inom Mausjaur sameby tillhör språkhistoriskt den umesamiska språkgruppen och har varit en skogssamisk befolkning mycket länge.
År 1889 trädde 1886 års renbeteslag i kraft. Lagen innebar att det administrativa begreppet sameby (lappby), infördes i svensk lag, vilket i huvudsak innebar att nyttjanderätten till mark i fjällområdet blev gemensam (kollektiv). Därmed uppstod en administrativ skillnad mellan renägande och icke-renägande samer, vilken kommit att innebära många problem samt splittring som inte har någon historisk relevans.

## Platser
| - Björklund - Brännudden - Geijaur - Grundträskliden - Hedberg - Häbbersnäs | - Idträsk - Krokträsk - Kuorpudden, Betsatjaure (tallträsk) - Lilla Tallberg - Lundbacken - Mausjaur (Borgsjö) | - Norra Balkisjaure - Norravanäs - Renvallen - Rönnliden - Sandträsk | - Sandudden, Storavan - Sjöträskholmen - Stenbacken - Stenträsk - Storträsk (Balkisjaure) | - Sundanäs, Sjöträskholmen - Treskifte: Kläppen och Stensund - Treskifte: Snierra - Västlunda - Yxmyrberget |

## Sjöar
- Baktsjaur
- Bartuk
- Järtajaure
- Levattnet (Ledfat)
- Månsträsket
- Naustajaure
- Sandträsket
- Stenträsk